# Alkhornet
Alkhornet est une montagne de la côte ouest du Spitzberg.

## Géographie
Elle est située en terre d'Oscar II, sur la côte septentrionale d'Isfjorden, près du Trygghamna et s'élève à 431 m d'altitude.

## Faune
Alkhornet est identifiée comme une zone importante pour la conservation des oiseaux par BirdLife International. Ses falaises abritent plus de 10 000 couples reproducteurs d'oiseaux de mer.

## Géologie
Ses falaises sont composées de roches carbonatés métamorphisées datées de plus d'un milliard d'années. La mousse type toundra au pied des falaises reçoit les éléments nutritifs des colonies d’oiseaux surplombant et est ainsi très luxurieuse, offrant d'importants pâturages pour les rennes, des lieux de nidification pour les oies et un lieu de reproduction des renards polaires.